# Mecze reprezentacji Polski U-23 w piłce nożnej mężczyzn prowadzonej przez Stefana Majewskiego
Zestawienie spotkań Reprezentacji Polski U-23 pod wodzą Stefana Majewskiego.

## Oficjalne międzynarodowe spotkania
| Nr | Przeciwnik        | Miejsce               | Data                 | Impreza         | Wynik (Polska – przeciwnik) | Przypisy    |
| -- | ----------------- | --------------------- | -------------------- | --------------- | --------------------------- | ----------- |
| 1  | Walia             | Carmarthen            | 8 września 2009      | mecz towarzyski | 2:1                         | [ 1 ]       |
| 2  | Portugalia        | Sandomierz            | 11 października 2009 | mecz towarzyski | 0:0                         | [ 2 ]       |
| 3  | Anglia            | Grodzisk Wielkopolski | 17 listopada 2009    | mecz towarzyski | 1:2                         | [ 3 ] [ 4 ] |
| 4  | Irlandia Północna | Coleraine             | 11 sierpnia 2010     | mecz towarzyski | 0:2                         | [ 5 ]       |
| 5  | Uzbekistan        | Opalenica             | 31 sierpnia 2010     | mecz towarzyski | 2:0                         | [ 6 ]       |
| 6  | Iran              | Radomsko              | 4 września 2010      | mecz towarzyski | 0:2                         | [ 7 ]       |

## Bilans
|                 | zwycięstwa | remisy | porażki |
| ogółem          | 2          | 1      | 3       |
| dom             | 1          | 1      | 2       |
| wyjazd          | 1          | 0      | 1       |
| neutralny teren | –          | –      | –       |

|                 | strzelone | stracone |
| ogółem          | 5         | 7        |
| dom             | 3         | 4        |
| wyjazd          | 2         | 3        |
| neutralny teren | –         | –        |

|      | zwycięstwa | remisy | porażki |
| 2009 | 1          | 1      | 1       |
| 2010 | 1          | 0      | 2       |

|      | strzelone | stracone |
| 2009 | 3         | 3        |
| 2010 | 2         | 4        |

## Strzelcy
| Lp. | Piłkarz            | Gole |
| --- | ------------------ | ---- |
| 1.  | Dawid Janczyk      | 1    |
| –   | Michał Janota      | 1    |
| –   | Grzegorz Kuświk    | 1    |
| –   | Adrian Paluchowski | 1    |
| –   | Przemysław Trytko  | 1    |

## Szczegóły
| 9 września 2009 | Walia · Craig Moses 84' | 1:2(0:2) | Polska · 30' Przemysław Trytko · 36' Adrian Paluchowski | Carmarthen Widzów: 250 Sędzia: Dean John (Walia) |
|                 |                         |          |                                                         |                                                  |

Walia: 1. Lee Idzi (46. Stephen Cann) – Kai Edwards (85. Ryan Edwards), Michael Williams, Lee Surman, Ashley Williams (87. James Owen), Aaron Edwards (81. Matthew Harris), Marc Williams, Craig Moses, Jordan Follows (58. Drew Fahiya), Scott Barrow, Sion Edwards (38. Owain Warlow).

Polska: Adam Stachowiak – Mariusz Pawelec, Piotr Polczak (63. Artur Jędrzejczyk), Mateusz Kowalski, Krzysztof Król (84. Cezary Wilk) – Adrian Mierzejewski (81. Krzysztof Janus), Marek Wasiluk (63. Łukasz Hanzel), Jakub Tosik, Piotr Ćwielong (73. Łukasz Janoszka) – Przemysław Trytko, Adrian Paluchowski (46. Piotr Tomasik).
| 11 października 2009 | Polska | 0:0(0:0) | Portugalia | Sandomierz Widzów: 2000 Sędzia: Hubert Siejewicz (Polska) |
|                      |        |          |            |                                                           |

Polska: Adam Stachowiak – Jakub Tosik, Mateusz Kowalski, Jarosław Fojut, Przemysław Kocot – Adrian Mierzejewski, Cezary Wilk, Radosław Majewski, Łukasz Janoszka – Piotr Ćwielong (80. Piotr Tomasik), Adrian Paluchowski (57. Łukasz Hanzel).

Portugalia: Ricardo Batista – Vasco Fernandes, Nuno André Coelho, Vitorino Antunes, Pele, Targino (67. Carlos Saleiro), Paulo Machado, Ricardo Vaz Tê (79. Bruno Gama), Vítor Gomes (85. Hélder Barbosa), Gonçalo Brandão, Yannick Djaló (35. Vieirinha).
| 17 listopada 2009 | Polska · Dawid Janczyk 45' | 1:2(1:1) | Anglia · 33' Chris Holroyd · 75' Matthew Barnes-Homer | Grodzisk Wielkopolski Widzów: 500 Sędzia: Dawid Piasecki (Polska) |
|                   |                            |          |                                                       |                                                                   |

Polska: Adam Stachowiak (35. Rafał Kwapisz) – Mariusz Pawelec, Piotr Polczak, Michał Pazdan, Marek Wasiluk (46. Adam Mójta) – Piotr Ćwielong (77. Piotr Tomasik), Jakub Tosik, Cezary Wilk (46. Łukasz Hanzel), Adrian Mierzejewski (46. Jakub Smektała) – Adrian Paluchowski (59. Krzysztof Janus), Dawid Janczyk.

Anglia: Dale Roberts (86. John Hedge) – Shaun Densmore, Sean Newton, Tom Cadmore, Darius Charles – Jake Howells, Max Porter (73. Jai Reason), Rossi Jarvis – Nick Wright (60. Tom Shaw), Chris Holroyd, Richard Brodie (66. Matthew Barnes-Homer).
| 11 sierpnia 2010 | Irlandia Północna · Martin Donnelly 42' · Jordan Owens 75' | 2:0(1:0) | Polska | Coleraine Sędzia: Arnold Hunter (Irlandia Północna) |
|                  |                                                            |          |        |                                                     |

Irlandia Północna: Christopher Keenan – William Joseph Burns, Ross Redman (63. Christopher Ramsey), Aaron Stewart, Robert Jay Magee, James Mulgrew, Philip Lowry, Daryl Fordyce (46. Ryan Catney), Jordan Owens (85. Michael Carvill), Liam Boyce (56. Darren Boyce), Martin Donnelly.

Polska: Rafał Gikiewicz – Adam Danch, Adam Kokoszka, Piotr Polczak (46. Mateusz Kowalski), Marek Wasiluk – Przemysław Oziębała (73. Kamil Poźniak), Piotr Kuklis (46. Krzysztof Janus), Radosław Majewski, Piotr Ćwielong – Dawid Janczyk, Przemysław Trytko.
| 31 sierpnia 2010 | Polska · Michał Janota 18' · Grzegorz Kuświk 38' | 2:0(2:0) | Uzbekistan | Opalenica Widzów: 100 Sędzia: Paweł Pskit (Polska) |
|                  |                                                  |          |            |                                                    |

Polska: Jakub Słowik – Jakub Tosik, Artur Jędrzejczyk, Piotr Polczak, Alan Stulin (46. Mariusz Pawelec) – Waldemar Sobota (46. Łukasz Janoszka), Cezary Wilk, Michał Janota, Łukasz Hanzel – Daniel Gołębiewski (66. Tomasz Mikołajczak), Grzegorz Kuświk (46. Krzysztof Janus).

Uzbekistan: Sanjar Quvvatov – Akmal Xolmurodov, Dilyorbek Irmatov, Islom Tohtaxojaev, Arsen Tyulenev, Fozil Musaev, Sunnatilla Mamadaliev (33. Shuxrat Muhammadiev), Sherzod Karimov, Javlon Ibragimov, Zoxir Pirimov, Ivan Nagaev.
| 4 września 2010 | Polska | 0:2(0:0) | Iran · 57', 63' Hossein Ibrahimi | Radomsko Sędzia: Tomasz Mikulski (Polska) |
|                 |        |          |                                  |                                           |

Polska: Jakub Słowik – Jakub Tosik (46. Krzysztof Janus), Artur Jędrzejczyk, Piotr Polczak, Mariusz Pawelec – Arkadiusz Woźniak, Cezary Wilk (46. Waldemar Sobota), Łukasz Hanzel, Alan Stulin – Daniel Gołębiewski (60. Łukasz Janoszka), Grzegorz Kuświk (73. Tomasz Mikołajczak).

Iran: Mohammadbagher Sadeghi – Seyed Reza Talabeh Yazdi, Rasoul Kor, Shayryar Shirvand (83. Amir Sharafi), Sayed Ali Zeynali, Hamidreza Ali Asgar, Ali Marzban, Kamal Kamyabi Nia, Hossein Ibrahimi (72. Milad Sheikh Fakhrodini), Mohsen Mosalman, Iman Mousavi (61. Amir Abolhassani).